# Siwka
Siwka (ukr. Сівка) – rzeka na Podkarpaciu na Ukrainie, prawy dopływ Dniestru. Długość rzeki wynosi 76 km, powierzchnia zlewni - 595 km².
Wypływa ze źródła na południe od miasta Dolina.